# Lapras
Lapras (ラプラス, Rapurasu) és una espècie de Pokémon que apareix a la franquícia Pokémon. Va aparèixer per primera vegada en els videojocs Pokémon Green i Pokémon Red, llançats al Japó el 1996. És de tipus aigua i gel.